# Scelolophia concololaria
Scelolophia concololaria là một loài bướm đêm trong họ Geometridae.